# Altin Haxhi
Altin Haxhi (ur. 17 czerwca 1975 w Gjirokastrze) – albański piłkarz, obrońca, APOELU Nikozja, reprezentant swojego kraju.

## Kariera
Występował w miejscowym klubie Shqiponja Gjirokaster, skąd został wykupiony do greckich Panachaiki GE. 1,5 roku później przeniósł się do Bułgarii, gdzie z Liteksem zdobył mistrzostwo. Powrócił do Grecji, do Iraklisu Saloniki, później występował w CSKA Sofia, Apollonie Kalamaria, Anorthosisie Famagusta, Ergotelisie Iraklion i w końcu w APOELU, gdzie zdobył mistrzostwo Cypru, puchar Cypru oraz jego Superpuchar. Swoją karierę zakończył w 2010 roku. Łącznie w reprezentacji Albanii rozegrał 68 meczów, zdobywając 3 gole.

## Sukcesy
- Mistrzostwo Bułgarii (1999)
- Mistrzostwo Cypru (2009)
- Puchar Cypru (2008)
- Superpuchar Cypru (2008)